# Anthony Gobert
Anthony Gobert (Greenacre, 5 marzo 1975 – Gold Coast, 17 gennaio 2024) è stato un pilota motociclistico australiano.

## Biografia
Anthony Gobert nacque a Greenacre, un sobborgo di Sydney, il 5 marzo 1975. Anche due suoi fratelli, Aaron Gobert e Alex Gobert, corrono come piloti professionisti.
Morì a Gold Coast il 17 gennaio 2024 all'età di 48 anni.

### Carriera
Iniziò la sua carriera professionistica da giovanissimo con il motocross, per poi passare alle gare su pista, vincendo il campionato australiano Superbike nel 1994. Sempre nel 1994, esordì nel mondiale Superbike, grazie ad una wild card nel gran premio di casa, dove ottenne la pole position ed in gara la vittoria ed un terzo posto. La stagione successiva, in sella ad una Kawasaki ZXR 750 del team Kawasaki Muzzy, disputò la prima stagione intera nel mondiale Superbike, chiusa al quarto posto, grazie anche alle vittorie a Laguna Seca e sul circuito di casa a Phillip Island. Nel 1996 rimase nel team Kawasaki Muzzy con la nuova Kawasaki ZX 7RR, ottenendo una doppietta a Phillip Island e chiudendo la stagione all'ottavo posto con 3 vittorie.
Nel 1997 passò al motomondiale - classe 500, partecipando a 9 gran premi con la Suzuki RGV Γ 500 del team ufficiale Lucky Strike Suzuki, prima di venir squalificato per doping e licenziato a seguito di un controllo eseguito proprio dalla casa motociclistica giapponese, che in precedenza accusò lo stesso Gobert di scarso impegno nelle gare. In questo modo la Suzuki rescisse il contratto con l'australiano, generando il primo caso di positività ad una sostanza dopante nel motociclismo.
Nel 1998 fu ingaggiato dal team Vance & Hines con la Ducati 996 nel campionato AMA Superbike. Il 12 luglio 1998 una nuova vicenda negativa legata al doping segnò la sua carriera. Gobert venne iscritto come wild card alla prova statunitense a Laguna Seca del mondiale Superbike, venendo però bloccato dalla Federazione Internazionale perché trovato nuovamente positivo ad un controllo antidroga ancora per uso di marijuana. Cadde in tal modo nuovamente nello stesso errore commesso l'anno precedente, proprio nel momento di ripresa per la sua carriera, infatti nel campionato AMA Superbike arrivò secondo vincendo anche tre gare, ma non venendo mai sottoposto a controlli antidoping dalla Federazione Statunitense. Fu inizialmente squalificato per tutta la stagione agonistica, pena che venne poi ridotta a sole tre gare di stop.
La stagione successiva fu ancora in AMA Superbike sempre con la Ducati, venendo nuovamente iscritto come wild card nel mondiale Superbike a Laguna Seca, questa volta vincendo in gara 1. Nello stesso anno disputò anche 3 gran premi nella classe 500 con la Muz Weber.
Il 2000 lo vide tornare nel mondiale Superbike dove, sempre sul circuito di casa a Phillip Island, condusse alla vittoria la Bimota SB8R, riportando la Bimota al primo posto di una gara del mondiale Superbike a distanza di 11 anni dall'ultimo successo di Giancarlo Falappa al Paul Ricard nel 1989 con la Bimota YB4EI. Il team MVR Bimota Exp. però entrò in crisi finanziaria concludendo la stagione e costringendo Gobert a chiudere anticipatamente il campionato. Disputò comunque il Gran Premio di Donington Park nella classe 500 con la Modenas KR3 del Proton TEAM KR e 3 gare nel campionato britannico Superbike con la Yamaha.
Nel 2001 e nel 2002 corse nel campionato statunitense, prima in Superbike e poi in Supersport, con la Yamaha.
Negli anni successivi tornò a correre nella Superbike australiana, salvo qualche apparizione nel mondiale, come nel 2006 quando sostituì David Checa nel mondiale Supersport in 2 gare, ed ottenne una wild card nella tappa di Valencia del mondiale Superbike pur se non prendendo parte alle gare domenicali.
Nel 2007 disputò il campionato australiano superbike in sella ad una Kawasaki.

## Risultati in gara

### Campionato mondiale Superbike
| 1994 | Moto             |  |  |  |  |  |  |  |  |  |  |  |  |   |   |  |  |  |  |  |  |   |   |  |  |  |  | Punti | Pos. |
| ---- | ---------------- |  |  |  |  |  |  |  |  |  |  |  |  | - | - |  |  |  |  |  |  | - | - |  |  |  |  | ----- | ---- |
| 1994 | Honda e Kawasaki |  |  |  |  |  |  |  |  |  |  |  |  | 8 | 6 |  |  |  |  |  |  | 3 | 1 |  |  |  |  | 53    | 17º  |

| 1995 | Moto     |    |     |   |    |    |     |     |    |   |    |   |   |   |   |   |   |   |   |   |   |   |   |     |   |  |  | Punti | Pos. |
| ---- | -------- | -- | --- | - | -- | -- | --- | --- | -- | - | -- | - | - | - | - | - | - | - | - | - | - | - | - | --- | - |  |  | ----- | ---- |
| 1995 | Kawasaki | 16 | Rit | 6 | 16 | 10 | Rit | Rit | 12 | 7 | NP | 2 | 3 | 1 | 2 | 3 | 5 | 5 | 9 | 9 | 7 | 4 | 4 | Rit | 1 |  |  | 222   | 4º   |

| 1996 | Moto     |   |    |   |   |   |     |     |    |     |    |     |   |   |   |    |    |  |  |  |  |  |  |   |   |  |  | Punti | Pos. |
| ---- | -------- | - | -- | - | - | - | --- | --- | -- | --- | -- | --- | - | - | - | -- | -- |  |  |  |  |  |  | - | - |  |  | ----- | ---- |
| 1996 | Kawasaki | 5 | SQ | 3 | 3 | 6 | Rit | Rit | 10 | Rit | 19 | Rit | 1 | 2 | 4 | NP | NP |  |  |  |  |  |  | 1 | 1 |  |  | 167   | 8º   |

| 1999 | Moto   |  |  |  |  |  |  |  |  |  |  |  |  |  |  |   |     |  |  |  |  |  |  |  |  |  |  | Punti | Pos. |
| ---- | ------ |  |  |  |  |  |  |  |  |  |  |  |  |  |  | - | --- |  |  |  |  |  |  |  |  |  |  | ----- | ---- |
| 1999 | Ducati |  |  |  |  |  |  |  |  |  |  |  |  |  |  | 1 | Rit |  |  |  |  |  |  |  |  |  |  | 25    | 24º  |

| 2000 | Moto            |     |    |   |   |     |     |  |  |    |     |     |     |  |  |  |  |  |  |  |  |  |  |  |  |     |     | Punti | Pos. |
| ---- | --------------- | --- | -- | - | - | --- | --- |  |  | -- | --- | --- | --- |  |  |  |  |  |  |  |  |  |  |  |  | --- | --- | ----- | ---- |
| 2000 | Bimota e Yamaha | Rit | 11 | 1 | 9 | Rit | Rit |  |  | 22 | Rit | Rit | Rit |  |  |  |  |  |  |  |  |  |  |  |  | Rit | Rit | 37    | 25º  |

| 2002 | Moto   |  |  |  |  |  |  |  |  |  |  |  |  |  |  |  |  |    |    |  |  |  |  |  |  |  |  | Punti | Pos. |
| ---- | ------ |  |  |  |  |  |  |  |  |  |  |  |  |  |  |  |  | -- | -- |  |  |  |  |  |  |  |  | ----- | ---- |
| 2002 | Yamaha |  |  |  |  |  |  |  |  |  |  |  |  |  |  |  |  | NP | NP |  |  |  |  |  |  |  |  | 0     |      |

| 2006 | Moto   |  |  |  |  |    |    |  |  |  |  |  |  |  |  |  |  |  |  |  |  |  |  |  |  |  |  | Punti | Pos. |
| ---- | ------ |  |  |  |  | -- | -- |  |  |  |  |  |  |  |  |  |  |  |  |  |  |  |  |  |  |  |  | ----- | ---- |
| 2006 | Suzuki |  |  |  |  | NP | NP |  |  |  |  |  |  |  |  |  |  |  |  |  |  |  |  |  |  |  |  | 0     |      |

| Legenda | 1º posto        | 2º posto            | 3º posto           | A punti      | Senza punti        | Grassetto – Pole position Corsivo – Giro più veloce |
| Legenda | Gara non valida | Non qual./Non part. | Ritirato/Non class | Squalificato | '-' Dato non disp. | Grassetto – Pole position Corsivo – Giro più veloce |

### Motomondiale
| 1997 | Classe | Moto   |    |  |  |    |   |    |    |    |   |    |     |    |  |  |  |  | Punti | Pos. |
| ---- | ------ | ------ | -- |  |  | -- | - | -- | -- | -- | - | -- | --- | -- |  |  |  |  | ----- | ---- |
| 1997 | 500    | Suzuki | NP |  |  | 13 | 7 | 10 | 13 | 10 | 9 | 10 | Rit | 12 |  |  |  |  | 44    | 15º  |

| 1999 | Classe | Moto      |  |  |  |  |  |  |  |  |  |  |  |  |     |    |    |    | Punti | Pos. |
| ---- | ------ | --------- |  |  |  |  |  |  |  |  |  |  |  |  | --- | -- | -- | -- | ----- | ---- |
| 1999 | 500    | MuZ Weber |  |  |  |  |  |  |  |  |  |  |  |  | Rit | 18 | 10 | NP | 6     | 25º  |

| 2000 | Classe | Moto        |  |  |  |  |  |  |  |  |    |  |  |  |  |  |  |  | Punti | Pos. |
| ---- | ------ | ----------- |  |  |  |  |  |  |  |  | -- |  |  |  |  |  |  |  | ----- | ---- |
| 2000 | 500    | Modenas KR3 |  |  |  |  |  |  |  |  | 15 |  |  |  |  |  |  |  | 1     | 31º  |

| Legenda | 1º posto        | 2º posto            | 3º posto            | A punti      | Senza punti        | Grassetto – Pole position Corsivo – Giro più veloce |
| Legenda | Gara non valida | Non qual./Non part. | Ritirato/Non class. | Squalificato | '-' Dato non disp. | Grassetto – Pole position Corsivo – Giro più veloce |

### Campionato mondiale Supersport
| 2006 | Moto   |    |     |  |  |  |  |  |  |  |  |  |  | Punti | Pos. |
| ---- | ------ | -- | --- |  |  |  |  |  |  |  |  |  |  | ----- | ---- |
| 2006 | Yamaha | 12 | Rit |  |  |  |  |  |  |  |  |  |  | 4     | 35º  |

| Legenda | 1º posto        | 2º posto            | 3º posto           | A punti      | Senza punti        | Grassetto – Pole position Corsivo – Giro più veloce |
| Legenda | Gara non valida | Non qual./Non part. | Ritirato/Non class | Squalificato | '-' Dato non disp. | Grassetto – Pole position Corsivo – Giro più veloce |